# Georges de Genuyt
Georges de Genuyt (1er mars 1757, Langres - 20 février 1841, Langres), est un homme politique français.

## Biographie
Il fut, sous l'Ancien Régime, conseiller au parlement de Langres. Juge de paix et conseiller général de la Haute-Marne sous la Restauration, Georges de Génuyt fut élu, le 13 novembre 1820, député de ce département, au grand collège. 
Il siégea au centre et fit partie de la majorité jusqu'à la fin de la législature. 
« M. de Genuyt, écrivait un biographe parlementaire, ne ressemble ni à un seigneur féodal qui, du haut de son donjon, ordonne à ses vassaux de travailler pour lui, ni à un bon bourgeois qui permet à un vilain de vivre en se donnant la peine de cultiver ses terres; mais c'est un bon fermier qui laboure quelquefois lui-même, et qui ne se trouve pas humilié de causer avec son berger pour connaître l'état de ses troupeaux. »
Son fils Joseph fut maire de Langres.
Un autre fils Gabriel fut président du tribunal civil de Langres et président du conseil général de la Haute-Marne.

## Sources
- « Georges de Genuyt », dans Adolphe Robert et Gaston Cougny, Dictionnaire des parlementaires français, Edgar Bourloton, 1889-1891 [détail de l’édition]